# Sorefame

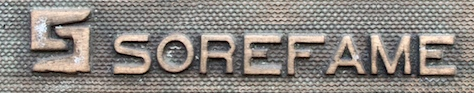
Le logo de l'entreprise sur une locomotive de série 1400

Sorefame est l'abréviation de Sociedades Reunidas de Fabricações Metálicas, SA., une compagnie industrielle portugaise.

## Histoire

### Ascension
La compagnie débute son activité en 1943, produisant des équipements pour des barrages et des centrales hydroélectriques. En 1952, la compagnie construit du matériel ferroviaire.
En 1956, l'électrification en 25 kV des "Chemins de fer Portugais" commence. La première automotrice électrique est construite.
En 1975, 200 wagons sont construits en inoxydable pour fournir le Métro de Los Angeles. Un an après, une commande semblable est construite pour fournir le Métro de Chicago.
 et fondée par eng-angelo soares de albergaria fortes[pas clair]

### Chute des Marchés
Dans les années 1970 et 1980, beaucoup de problèmes ont commencés pour la compagnie.
La compagnie n'obtient pas de commandes à cause de la concurrence internationale. En 1979, elle signe l'accord de l'énergie qui réserve à SOREFAME l'approvisionnement en équipements pour les centrales hydriques et pour les chaudières.
Elle réussit grâce aux commandes faites par le conseil de l'administration de CP. En 1984, une manifestation des ouvriers, contre les salaires en retard, finie dans des confrontations avec les forces de l'ordre.
Les 56 rames en unités doubles ML79 produites sont commandées par le Métro de Lisbonne. En 1994, l'usine est rachetée par la compagnie suédoise ABB, laquelle vend la partie de l'usine qui produit l'équipement pour les barrages et, en 1996, l'ABB vend sa participation de 50 % du groupe Adtranz au groupe Daimler-Benz.
L'usine SOREFAME à Amadora comme le reste des 22 usines du groupe, a été vendue à la compagnie Bombardier.
En 2004, Bombardier annonce la fermeture de l'usine d'Amadora.

## Wagons, Voitures, Autorails/Automotrices et Locomotives fabriqués par Sorefame
- CP 0400 (modernisées, actuelle CP 0450) (1964-1965)
- CP 0600 (1978, 1988)
- CP 1400 (licence English Electric, locomotives 1411 à 1467) (1967-1969)
- CP 1900/CP 1930 (licence Alsthom) (1979)
- CP 2620 (par Groupment 50 Hz) (1986-1988)
- CP 5600 (par Siemens et Krauss Maffei) (1992-1995)
- CP 2000 (vendu à l'Argentine) (1955, 1962, 1966)
- CP 2100 (modernisées, actuelle Série 2240) (1969-1970)
- CP 2200 (modernisées, actuelle Série 2240) (1976-1977)
- Wagons Sorefame (1963-1975), Corail (1985)
- Metropolitano de Lisboa - ML7 (Model Allemand, chez Linke-Hoffmann & Busch, les prototypes M1 et M2 construites en Allemagne) (1959-1970)
- Metropolitano de Lisboa - ML79 (1984-1989)
- Metropolitano de Lisboa - ML90 (1992-1996)
- Metropolitano de Lisboa - ML95 (1997-1998)
- Metropolitano de Lisboa - ML97 (1999)
- Metropolitano de Lisboa - ML99 (2000-2002)